# Мотуз Сергій Сергійович
Сергій Сергійович Мотуз (* 6 липня 1982, Дніпропетровськ) — колишній український футболіст, нападник.

## Клубна кар'єра
Вихованець футбольної школи «Дніпро-75» з рідного Дніпропетровська. Наприкінці 1990-х переїздить до Києва, де потрапляє до системи підготовки гравців київського «Динамо». Вже у 15 років паралельно із навчанням у футбольній академії клубу починає вступи у складі команди «Динамо-3». У 16-річному віці дебютував у матчах другої ліги чемпіонату України — 21 червня 1999 року у грі «Динамо-2» проти ПФК «Олександрія» (нічия 1:1, забив єдиний гол у складі киян).

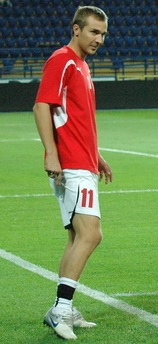
Сергій Мотуз під час виступів за «Кривбас». 23 серпня 2010

2002 року півсезону перебував в оренді в ужгородському «Закарпаття», у складі якого 16 березня дебютував в матчах вищої ліги (гра проти основного складу київського «Динамо», поразка 0:5). Першу половину 2003 провів в оренді у київській «Оболоні», а другу половину року — у складі полтавської «Ворскли».
Протягом 2004—2007 років захищає кольори дніпропетровського «Дніпра», де здебільшого грає у першості дублерів, у складі основної команди за 3,5 сезони виходить на поле лише у 20 матчах.
На початку сезону 2007—2008 переходить до криворізького «Кривбаса», у якому регулярно з'являється на полі в основному складі команди. Наприкінці вересня 2009 року переводився до молодіжного (дублюючого) складу.
На початку 2011 року на правах оренди приєднався до складу клубу «Нафтовик-Укрнафта», в якому відразу ж став ключовою фігурою у нападі команди.
Наприкінці 2012 року перейшов в «Олександрію». У команді взяв 27 номер. В сезоні 2012/13 він разом з командою став бронзовим призером Першої ліги України, клуб поступився лише алчевської «Сталі» і «Севастополю». Мотуз взяв участь у 6 іграх. По закінченню сезону вирішив завершити кар'єру гравця.

## Виступи за збірні
У складі юнацької збірної України провів 12 ігор, забив 1 гол; у складі юніорської збірної — 7 ігор, 2 голи. Був учасником чемпіонату Європи 2001 року серед юнаків віком до 18 років.

## Досягнення
- Бронзовий призер чемпіонату України: 2003/04
- Бронзовий призер Першої ліги України: 2012/13
- Фіналіст Кубка України: 2003/04

## Виноски
1. ↑  Таран выгнал игроков основы за "слив" матча [Архівовано 5 жовтня 2009 у Wayback Machine.] — новини на turnir.com.ua (рос.)
2. ↑  Украина трансферная. Первая лига. Архів оригіналу за 7 квітня 2014. Процитовано 12 липня 2013.